# トッド・ラサンス
トッド・ラサンス（Todd Lasance、1985年2月18日 - ）は、オーストラリアの俳優。

## 出演作品
- スパルタカスIII　ザ・ファイナル（ユリウス・カエサル）